# Bildtafel der Verkehrszeichen in der Bundesrepublik Deutschland von 1953 bis 1956
Die Bildtafel der Verkehrszeichen in der Bundesrepublik Deutschland von 1953 bis 1956 zeigt die Verkehrszeichen in der Bundesrepublik Deutschland, wie sie durch die Straßenverkehrs-Ordnung (StVO) in der Fassung vom 24. August 1953 beschlossen worden sind. Diese StVO trat am 1. September 1953 in Kraft. Neben den Verkehrszeichen der StVO wird hier unter anderem auf straßenverkehrstechnisch relevante Zeichenanordnungen im Verkehrsblatt und in der Eisenbahn-Bau- und Betriebsordnung (BO) eingegangen. Auf Grundlage der Ersten Allgemeinen Verwaltungsvorschrift für die Auftragsverwaltung der Bundesfernstraßen vom 3. Juli 1951 werden hier auch die Autobahn-Verkehrszeichen behandelt.
Die StVO von 1953 ersetzte nicht die seit 1938 gültige Straßenverkehrs-Ordnung, sondern war eine Novelle für die junge Bundesrepublik. Bereits am 1. Dezember 1951 waren weitreichendere textliche Veränderungen an der Straßenverkehrs-Zulassungs-Ordnung (StVZO) vorgenommen worden. Mit der Novelle von 1953 wurden zum einen viele Vorgaben der bis dahin geltenden Vorkriegsordnung bestätigt, zum anderen auf neue Entwicklungen und Erkenntnisse im Straßenverkehr eingegangen. Zudem wurde die StVO von 1937 an die Verhältnisse in der Bundesrepublik angepasst. Es war vorgesehen, dass die alten Verkehrszeichen während einer Übergangsfrist bis zum 31. März 1955 zu ersetzen waren. Nachdem sich das Verkehrsaufkommen durch den raschen Wirtschaftsaufschwung unmittelbar nach Gründung der Bundesrepublik drastisch erhöhte und neue, gesteigerte Ansprüche an die Verkehrssicherheit notwendig wurden, war bereits 1956 eine weitere, umfassende Überarbeitung der StVO notwendig.

## 62nd. Military Police Highway Patrol Company

Hinweistafel der 62nd US Highway Patrol Germany

Ende 1948 wurde in der US-amerikanischen Besatzungszone eine Autobahn-Militärpolizei (Military Police Highway Patrol) ins Leben gerufen, die bis 1958 existierte. Die mit amerikanischen Streifenwagen ausgerüsteten Einheiten waren auf dem gesamten Autobahnnetz der US-Zone im Einsatz. Zu den Aufgaben dieser Polizisten gehörte es, die Sicherheit auf den Straßen zu gewährleisten, auf die Einhaltung der Verkehrsregeln zu achten und in den ländlichen Gebieten unterstützend bei der Strafverfolgung tätig zu werden. Außerdem war die Highway Patrol auf Verkehrshilfsdienste versiert und half bei Verkehrsunfällen. Häufig begleitete ein deutscher Polizist die Einsätze, um unter anderem als Dolmetscher zu fungieren und deutsches Recht umzusetzen.

## Farben
Wie bereits 1949 bestätigt, wurde den Verkehrszeichen erneut das die amtlichen Farben enthaltene RAL-Farbtonregister 840 R zugrunde gelegt. Diese Farbtonregister war erstmals 1940, zu Beginn des Krieges, eingeführt worden und ersetzte die seit Juni 1932 gültige Musterkarte. Im Jahr 1953 erschien die erste Nachkriegsausgabe dieses Registers.
Die in dem Farbtonregister 840 R für die Verkehrszeichen festgelegten Farbtöne waren:
- RAL 3000 (rot)
- RAL 1007 (gelb)
- RAL 5002 (blau)
- RAL 9005 (schwarz)
- RAL 9001 (weiß)

Die heutigen Namen der RAL-Farben bestanden zum damaligen Zeitpunkt noch nicht.

## Typographie

Beispiel mit der Fetten Mittelschrift DIN 1451

Die typographische Grundlage bildete das Normblatt DIN 1451 in seiner Ausgabe vom Februar 1951. Als Empfehlung wurde festgelegt, dass die dort enthaltenen Schriften eine Mindeststrichstärke von 7 Millimeter einhalten sollten. Große Buchstaben sollten dabei nicht unter 50 Millimeter und Kleinbuchstaben nicht unter 35 Millimeter hoch abgebildet werden. Ausnahmen von diesen Regelungen wurden auf eigenen Musterblättern dargelegt.
Da insbesondere typographische Zeichen zur damaligen Zeit oft noch von Schildermalern erstellt wurden, konnte es zu deutlichen Abweichungen im Schriftbild und der Ausprägung einzelner Buchstaben kommen.

## Herstellung
Für die Hersteller galt die Vorgabe, dass die Schilder licht- und wetterbeständig ausgeführt waren. Das Zeichen „Halt! Vorfahrt achten!“ (Bild 30a) hatte zudem entweder von Innen beziehungsweise Außen beleuchtet zu sein oder eine rückstrahlende Wirkung zu besitzen. Diese Vorschrift bezog sich auf die rote Umrandung sowie den weißen Schriftzug „Halt“. Als zulässig wurde es angesehen, auch alle anderen Zeichen rückstrahlend auszustatten, wobei sich die Hersteller dabei insbesondere auf die Warnzeichen (Bilder 1 bis 10) konzentrieren sollten. Die Industrie hatte zu dieser Zeit bereits Anstrichstoffe für reflektierende Lackierungen entwickelt. Verkehrsschilder, die durch Autoscheinwerfer angestrahlt wurden, zeigten eine rückstrahlende Wirkung.

## I. Warnzeichen
(Bilder 1 bis 10)

Bild 1 Allgemeine Gefahrenstelle
Bild 2 Querrinne
Bild 2a Schleudergefahr
Bild 3 Kurve
Bild 4 Kreuzung
Bild 4a Fußgängerüberweg
Bild 4b Skizze für die Markierung von Fußgängerüberwegen auf der Fahrbahn

### Kennzeichen für Bahnübergänge in Schienenhöhe
(Bilder 4c bis 10)
Im Dezember 1955 wurde für das Land Niedersachsen bestimmt, dass ab dem 1. Januar 1959 Bild 4e statt 4d aufgestellt werden kann und Bild 4g die Stelle von Bild 4f einnehmen kann.

Ohne Nummer: Warnkreuz für beschrankten ein- oder mehrgleisigen Bahnübergang mit Fahrleitung
Bild 4c Warnkreuz für beschrankten ein- oder mehrgleisigen Bahnübergang
Bild 4d Warnkreuz für unbeschrankten eingleisigen Bahnübergang
Bild 4e Warnkreuz für unbeschrankten eingleisigen Bahnübergang
Bild 4f Warnkreuz für unbeschrankten mehrgleisigen Bahnübergang
Bild 4g Warnkreuz für unbeschrankten mehrgleisigen Bahnübergang
Bild 5 Beschrankter Bahnübergang
Bild 6 Unbeschrankter Bahnübergang
Bild 7 Dreistreifige Bake (links) – vor unbeschranktem Übergang
Bild 8 Dreistreifige Bake (rechts) – vor beschranktem Übergang
Bild 9 Zweistreifige Bake (links)
Bild 10 Einstreifige Bake (rechts)
Das Warnkreuz gilt nur in Richtung des Pfeils

## II. Gebots- und Verbotszeichen
(Bilder 11 bis 31b)
Zeitliche Beschränkungen der Gebote oder Verbote wurden durch weiße Aufschriften auf dem roten Rand der Tafeln angegeben.

Bild 11 Verkehrsverbot für Fahrzeuge aller Art
Bild 12 Verbot einer Fahrtrichtung oder Einfahrt
Bild 13 Verkehrsverbot für Kraftwagen
Bild 14 Verkehrsverbot für Krafträder
Bild 14a Verkehrsverbot für Fahrräder
Bild 15 Verkehrsverbot für Kraftwagen an Sonn- und Feiertagen
Bild 16 Verkehrsverbot für Krafträder an Sonn- und Feiertagen
Bild 16a Verkehrsverbot für Fahrräder an Sonn- und Feiertagen
Bild 17 Radweg
Bild 17a Reitweg
Bild 17b Fußgängerweg
Bild 18 Verkehrsverbot für Fahrzeuge über ein bestimmtes Gesamtgewicht
Bild 19 Verkehrsverbot für Fahrzeuge über eine bestimmte Breite
Bild 20 Verkehrsverbot für Fahrzeuge über eine bestimmte Höhe
Bild 21 Verbot der Überschreitung bestimmter Fahrgeschwindigkeiten
Bild 21 Verbot der Überschreitung bestimmter Fahrgeschwindigkeiten, alternative Darstellung nach einem Originalmuster
Bild 21a Überholverbot für Kraftfahrzeuge untereinander
Bild 22 Haltverbot
Bild 23 Parkverbot
Bild 23 Parkverbot (Mitte)
Bild 24 Vorgeschriebene Fahrtrichtung – Rechts
Bild 25 Vorgeschriebene Fahrtrichtung – Geradeaus
Bild 26 Vorgeschriebene Fahrtrichtung – Rechts abbiegen
Bild 27 Vorgeschriebene Fahrtrichtung – Rechts abbiegen oder geradeaus
Bild 28 Einbahnstraße
Bild 29 Haltzeichen an Zollstellen
Bild 30 Vorfahrt achten!
Bild 30a Halt! Vorfahrt achten! Die Längsmaße dieses Schildes waren 150 Millimeter länger, als bei allen anderen dreieckigen Zeichen.[12]
Bild 30b Skizze für eine weiße Haltlinie quer über die Fahrbahn
Bild 31 Droschkenplatz
Bild 31a Skizze für eine weiße nicht unterbrochene Linie auf der Fahrbahn
Bild 31b Skizze für eine weiße nicht unterbrochene Linie auf der Fahrbahn neben einer weißen unterbrochenen Linie

## III. Hinweiszeichen
(Bilder 32 bis 51)
Zeitliche Beschränkungen für Bild 32 wurde durch weiße Aufschriften auf dem Schild angegeben. Bei Bild 33 kann der Grund für die Mahnung, beispielsweise „Schule“ unter dem Dreieck angegeben werden. In diesem Fall rutschte das Dreieck an den oberen Rand der Tafel, die dadurch in ihrer Gesamtheit nicht größer wurde. Bild 34 konnte zusätzlich einen weißen Pfeil beinhalten, um die Richtung des Hilfspostens anzugeben oder nähere Angaben in weißer Schrift zu machen. Außer dem Sinnbild des Roten Kreuzes konnte auch das Sinnbild einer anderen amtlich anerkannten Organisation dargestellt werden.

Bild 32 Parkplatz
Bild 33 Vorsichtzeichen
Bild 34 Hilfsposten

### Zeichen für Laternen, die nicht die ganze Nacht über brennen
(Bilder 35 bis 36)

Bild 35 Ring für Laternenpfähle
Bild 36 Schild für Laternen an Überspannungen

### Weitere weiße Linien und Pfeile auf der Fahrbahn

Bild 36a Skizze für eine weiße unterbrochene Linie auf der Fahrbahn
Bild 36b Skizze für weiße Pfeile auf der Fahrbahn

### Ortstafel
(Bilder 37 bis 38)
Anstelle des Verwaltungsbezirk konnte in den Grenzräumen seit Einführung der am 1. Januar 1938 gültig gewordenen StVO gegebenenfalls der Begriff „Zollgrenzbezirk“ angegeben werden. Hierzu gab es kein eigenes Bild in der Vorschrift.

Bild 37 Ortstafel (Vorderseite)
Bild 38 Ortstafel (Rückseite)

### Wegweiser für Bundesfernstraßen
(Bilder 39 bis 41)
Die Wegweiser sollten in der Regel nur Orte beinhalten, die in dem amtlichen Kartenwerk „Übersichtskarte von Mitteleuropa 1:300 000 beinhaltet waren.“

Bild 39 Wegweiser für Bundesfernstraßen
Bild 40 Wegweiser für Bundesfernstraßen
Bild 41 Wegweiser für Bundesfernstraßen

### Wegweiser für sonstige befestigte Straßen
(Bild 42)
Die Wegweiser sollten in der Regel nur Orte beinhalten, die in dem amtlichen Kartenwerk „Übersichtskarte von Mitteleuropa 1:300 000 beinhaltet waren.“

Bild 42 Wegweiser für sonstige befestigte Straßen

### Wegweiser für unbefestigte Straßen
(Bild 43)
Diese Wegweiser waren für Orte vorgesehen, die für Kraftwagen ungeeignet waren. Hier war stets nur der Name des nächsten Ortes anzugeben.

Bild 43 Wegweiser für unbefestigte Straßen (Mindestlänge 750 Millimeter)

### Bundesfernstraßen-Nummernschild

Bild 44 Bundesfernstraßen-Nummernschild

Bild 45 aus der StVO von 1937 entfiel ersatzlos.

### Vor-Wegweiser
(Bilder 46 bis 51)

Bild 46
Bild 47
Bild 48
Bild 49
Bild 50
Bild 51

### Zeichen für Vorfahrtstraßen

Bild 52 Zeichen für Vorfahrtstraßen

## IV. Zeichen zur Leitung des Verkehrs bei Straßensperrungen
(Bilder 53 bis 58)

### Signalscheiben auf Drehgestellen zur Verkehrsregelung bei halbseitigen Sperrungen
(Bilder 53 bis 54)

Bild 53

### Wegweiser für Umleitungen
(Bilder 55 bis 56)

Bild 55 Umleitung mit Umleitungspfeil
Bild 56 Umleitung ohne Umleitungspfeil

### Tafel für Umleitung des Verkehrs auf Bundesfernstraßen
(Bilder 57 bis 58)

Bild 57

Entsprechende Tafeln wurden auch auf den Autobahnen eingesetzt.

## Unnummerierte, aber seit 1.Januar 1938 gültige Zeichen
Mit der Novelle der Straßenverkehrs-Ordnung von 1953 wurden folgende Zeichen bestätigt, die ohne Nummerierung verordnet werden konnten.

Verkehrsverbot für Kraftwagen und Krafträder[16]
Verkehrsverbot für Kraftwagen und Krafträder an Sonn- und Feiertagen[16]

## Zusatztafeln

Zusatztafel zu Bild 22 und 23: Anfang des Verbots
Zusatztafel zu Bild 22 und 23: Ende des Verbots
Verlauf des Verbots (Haltverbot)
Verlauf des Verbots (Parkverbot)
Gefällstrecke
Nach 1500 Metern
Sackstraße
Gegenverkehr; Schild an der Autobahn
Nicht überholen/No Passing. Kombinierte deutsch-englische Zusatztafel an einer Autobahn. Der englische Zusatz war für Angehörige der Besatzungsmacht gedacht.
Gegenverkehr hat Vorfahrt, Zusatztafel zu Bild 1
Drei scharfe Kurven folgen, Zusatztafel zu Bild 1
Vier aufeinanderfolgende Querrinnen, Zusatztafel zu Bild 1

## Warnschilder für Baustellen
Diese damals allgegenwärtigen Zeichen gehörten nicht zu den amtlichen Verkehrszeichen der StVO.

Warnschild: Bauarbeiten
Warnschild I: Achtung! Bauarbeiten
Warnschild für Baustellen II: Straßenbauarbeiten. Langsam fahren!
Warnschild für Baustellen VI: Fußgänger gegenüberliegenden Bürgersteig benutzen
Planskizze Umleitung. Nach einem zur zeitweiligen Nutzung an einer Autobahn aufgestellten Schild, 1955.

## Bis 1956 eingeführte Bilder

Bild 1a Baustelle
Bild 1c Baustelle

## Nicht in der StVO aufgeführt, aber im Reichsverkehrsblatt veröffentlichte Zeichen
Folgende Haltestellenzeichen wurden ursprünglich im Deutschen Reichsanzeiger und Preußischen Staatsanzeiger Nr. 172 vom 28. Juli 1939 verordnet und im Reichsverkehrsblatt 1939 veröffentlicht, sie sind jedoch nicht in der Straßenverkehrs-Ordnung enthalten gewesen, obwohl sie als Verkehrszeichen im Sinne der StVO galten. Mit der Verordnung zur Änderung der Straßenbahn-Bau- und Betriebsordnung vom 14. August 1953 wurde die Gültigkeit der 1939 veröffentlichten Haltestellenzeichen bestätigt. Die Verordnung von 1939 wurde erst 2006 aufgehoben.

Haltestellenzeichen für Straßenbahnen nach Anlage 1 (Durchmesser 350 mm)
Haltestellenzeichen für Straßenbahnen nach Anlage 1 (Durchmesser 450 mm)
Haltestellenzeichen für Kraftfahrlinien nach Anlage 2 (Durchmesser 250 mm)
Haltestellenzeichen für Kraftfahrlinien nach Anlage 2 (Durchmesser 350 mm)
Beispiel eines Haltestellenzeichen für Kraftfahrlinien der Kraftpost
Haltestellenzeichen für Straßenbahnen nach Anlage 4 (Doppelhaltestelle)

## Leiteinrichtungen
Die Bestimmungen der Vorläufigen Richtlinien für den Ausbau der Landstraßen (RAL 1937) vom Dezember 1942 galten in der Bundesrepublik teilweise weiter. Es hieß in Elsners Taschen-Jahrbuch für den Straßenbau 1954: „Für Form und Abmessungen der Leitsteine und Kilometersteine gelten die vorläufigen Richtlinien für den Ausbau der Landstraßen (RAL).“ Allerdings gab es textliche Modifizierungen, wie das Fachbuch Die Straße von 1951 und das Taschenbuch für Bauingenieure von 1955 bestätigen. An Wegeeinmündungen und Kreuzungen mussten für jede Fahrtrichtung weiße Baumspiegel (0,70 Meter hoch, 0,30 Meter breit, 0,50 Meter über der Fahrbahnfläche) an den Baumstämmen angebracht werden. Waren keine Bäume vorhanden, waren Leitsteine aus Granit, Kalkstein oder Diorit aufzustellen. Sollte der Naturstein zu dunkel ausfallen, war er hell zu streichen. Betonsteine sollten nur dann Verwendung finden, wenn die Frachtkosten für Natursteine zu hoch waren. Außerdem sollten die Steine nur an der Außenseite von Kurven sowie an Wegeeinmündungen und Kreuzungen Anstriche erhalten, wobei an Dämmen neben Leitsteinen auch Leitpflöcke gesetzt werden konnten. Der Anstrich für Leitsteine bestand wie bereits 1942 vorgegeben, aus einem 0,20 Meter hohen weißen Kopf und gleich darunter ein 0,12 Meter hoher schwarzer Strich. Insgesamt sollten überall dort, wo keine anderen gut erkennbaren Merkmale anzutreffen waren, Leitsteine oder Leitpföcke gesetzt werden. Wie auch die konkreten Angaben im Taschenbuch für Bauingenieure beweisen, blieben auch die Abmessungen der Leitsteine identisch mit der ursprünglichen Richtlinie. Die 1,20 Meter langen hölzernen Leitpflöcke besaßen einen Durchmesser von 15 Zentimeter und einen 20 Zentimeter hohen weißen Kopf sowie darunter einen zwölf Zentimeter breiten schwarzen Ring. Sie sollten 0,70 Meter über der Geländeoberkante herausragen. Die Straßennummerierung befand sich nun nicht mehr auf den Leitsteinen, sondern auf speziell behauenen oder aus Beton gegossenen Kilometersteinen, wobei die dem Verkehr zugewandte breitere Seite die Kilometerzahl und die Schmalseite zur Straße hin die aufgemalte schwarze Nummerierung auf gelbem Grund besaß. Ein Kilometerstein konnte einen Leitstein, falls erforderlich, ersetzen. Als weitere Leiteinrichtungen bestanden Schutzanlagen und Trennstriche.

In dieser Form wurden Leitsteine in der BRD eingesetzt
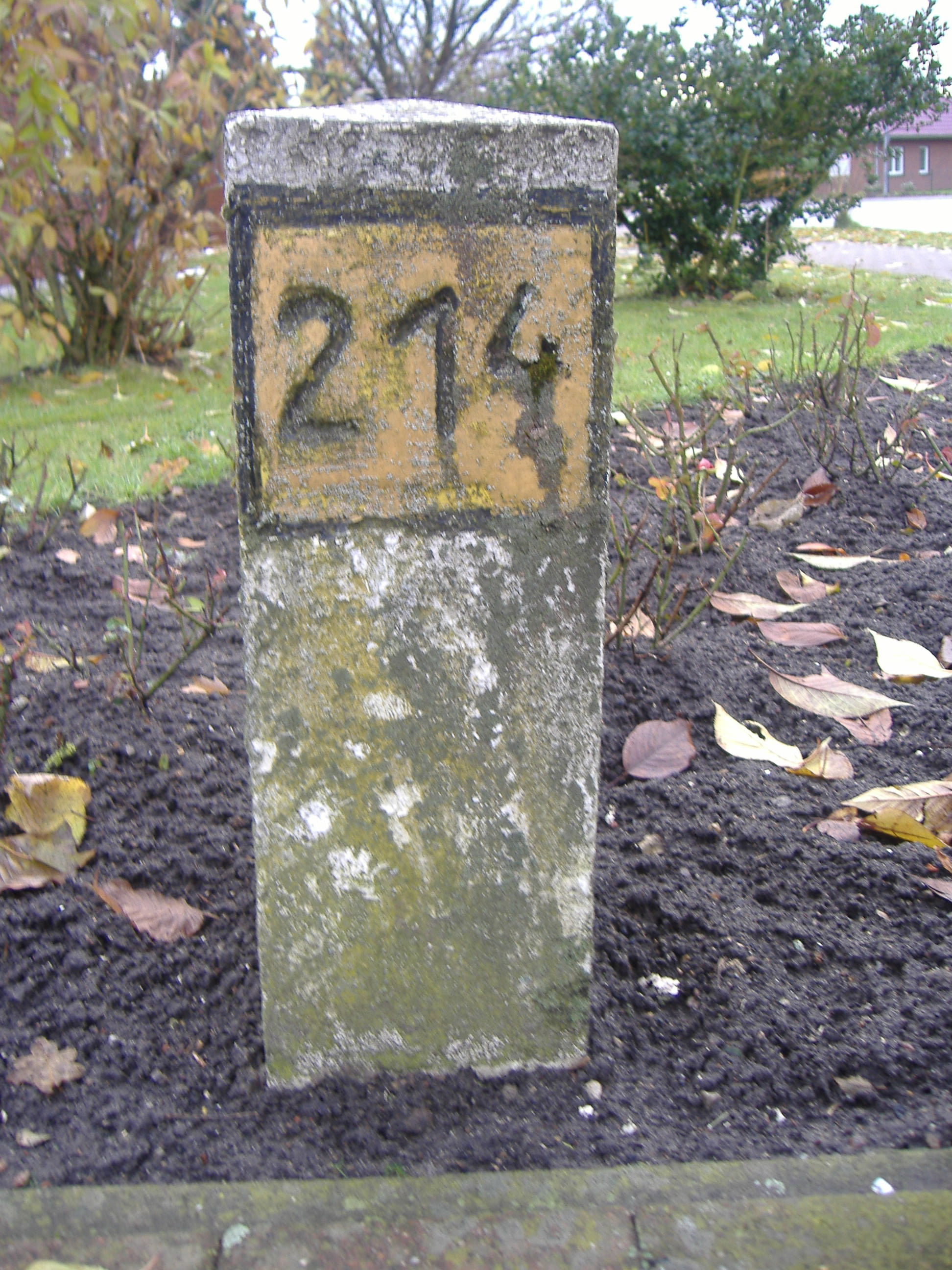
Kilometerstein (Schmalseite zur Fahrbahn)
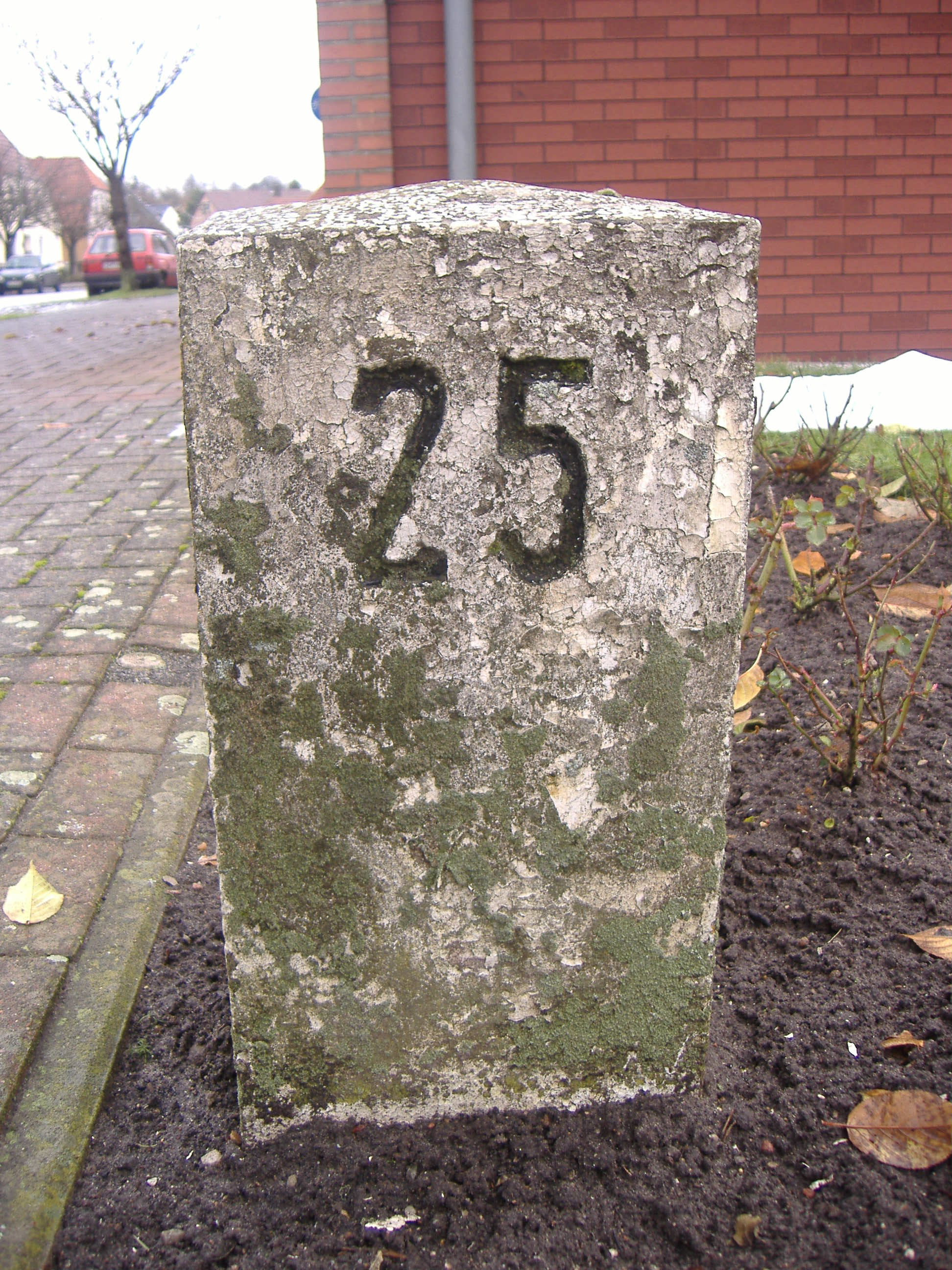
Kilometerstein in Fahrtrichtung
Leitpflock

## Kennzeichnung der Bahnübergänge in Schienenhöhe

### Beschrankter Bahnübergang

Beschrankter Wegübergang ein- oder mehrgleisig vor einer leicht modifizierten Reichsbahn-Einheitsschranke

### Übergänge mit Warnlichtanlagen
Diese Zeichen waren nicht in die Straßenverkehrsordnung aufgenommen worden. Ihre Anordnung und Aufstellung regelte die Eisenbahn-Bau- und Betriebsordnung (BO).
Ein langsam blinkendes weißes Licht (45 Blinken pro Minute) bedeutete: Der Übergang ist für den Straßenverkehr frei. Ein schnell blinkendes rotes Licht (90 Blinken pro Minute) bedeutete: Halt! Der Übergang ist für den Straßenverkehr gesperrt. Zur Sicherung der unbeschrankten Bahnübergängen waren mehrere Warnlichtanlagemodelle im Einsatz. Die technisch anspruchsvollste Ausführung war für mehrgleisige unbeschrankte Bahnübergänge vorgesehen. Wenn sich zwei Züge aus beiden Richtungen dem Übergang näherten schaltete sich neben dem obligatorischen roten Warnlicht die Aufschrift „Zwei Züge“ ein und ein Wecker ertönte. Die Paragraphen 79 (1) und 82 der Eisenbahn-Bau- und Betriebsordnung regelten den Umgang mit der Signalanlage. Sowohl die Arme des Warnkreuzes, als auch die weiß-rote Umrandung des Tragschildes waren mit runden Rückstrahlern versehen, um die Zeichen bei Dunkelheit für Kraftfahrer noch besser erkennbar zu machen.
Noch gültige Warnlichtanlagen der Vorkriegszeit

Warnkreuz mit Doppelwarnlicht für unbeschrankten eingleisigen Bahnübergang
Warnkreuz mit Doppelwarnlicht für unbeschrankten mehrgleisigen Bahnübergang
Warnkreuz mit weißem Warnlicht für unbeschrankten eingleisigen Bahnübergang
Warnkreuz mit rotem Warnlicht für unbeschrankten eingleisigen Bahnübergang
Warnkreuz mit rotem Warnlicht, Leuchtaufschrift und Wecker für unbeschrankten mehrgleisigen Bahnübergang
Neuere Ausführung des Warnsignalschirms für unbeschrankten eingleisigen Bahnübergang

Zeigten die bisherigen, sehr zuverlässigen Warnlichtanlagen in Deutschland eine weiße, langsam blinkende Optik, wenn der Übergang frei war und ein rotes, rasch blinkendes Licht, wenn sich ein Zug nähert, so experimentierte die Deutsche Bundesbahn zu Beginn der 1950er Jahre mit versuchsweise in Betrieb genommenen Anlagen, die nur noch ein rotes Blinklicht besaßen. Grundlage für diese Entwicklung bildeten Bestrebungen der Union International des Chemin de Fer (UIC) ab 1950, unter anderem diese Art der Sicherungssysteme staatenübergreifend zu vereinheitlichen. Mit Genehmigung des Bundesverkehrsministeriums wurde bereits 1953 eine größere Anzahl der neuen Blinklichtanlagen aufgestellt.
Warn- und Blinklichtanlagen der Deutschen Bundesbahn

Warnkreuz mit Warnlicht für unbeschrankte eingleisige Bahnübergänge
Warnkreuz mit Blinklicht für unbeschrankte eingleisige Bahnübergänge

## Autobahnbeschilderung

Richtungspfeilschild unmittelbar an der Auffahrt
(1955)

Wegweiser zur Bundesautobahn

Wegweiser zur Bundesautobahn unmittelbar an der Auffahrt
(1954)

Die Beschilderung für Autobahnen war nicht in der Novelle enthalten und wurden aus dem „Erlaß über Verkehrszeichen und Einrichtungen an Reichsautobahnen vom 15.4.1938“ als Bundesrecht übernommen. Dies bestätigte § 3 der „Ersten Allgemeinen Verwaltungsvorschrift für die Auftragsverwaltung der Bundesfernstraßen (1. AVVFStr.) vom 3.7.1951“. Auch die Farbgebung der Vorkriegszeit blieb erhalten. Der Farbton RAL 5002 entsprach RAL 32 h, das in den 1930er Jahren Verwendung fand. In der Regel waren die großen Autobahntafeln aus Holz und Sperrholz gefertigt und besaßen damit eine deutlich geringere Lebensdauer als die später verwendeten Metallschilder. Die Tafeln besaßen eine weiße Umrandung, die entweder aufgemalt oder als Holzrahmung ausgeführt sein konnte.
„Die Grundfarbe aller auf der Autobahn stehenden Schilder ist blau, die Schrift weiß. Anschlußstellen der Autobahnen werden 1 km vorher durch Ankündigungsschilder angezeigt, die den Namen der Anschlußstelle und die Entfernungsangabe 1000 m tragen. Etwa 50 m vor Beginn der Ausfahrt steht dann das Hauptschild, welches vorher durch drei Zwischenzeichen (Baken) im Abstand von 600, 400 und 200 m angezeigt wird. Das Hauptschild weist auf die nächstliegenden größeren Fahrtziele. Im Mittelstreifen steht außerdem das Stationsschild, welches den gleichen Namen trägt wie das Ankündigungsschild 1000 m vor der Anschlußstelle. Alle bisher genannten Schilder [mit Ausnahme der Baken] haben die Abmessungen 2,50 mal 1,80 m. Die auf der Autobahn stehenden Schilder werden vorzugsweise rückstrahlend ausgeführt, wobei rückstrahlende Buchstaben auf nicht rückstrahlenden blauen Grund gesetzt werden.“
Der Text von 1956 zeigt, dass alle wesentlichen Vorgaben der Autobahnbeschilderung bis 1939 in die Nachkriegszeit übernommen worden sind. So neben der Farbgebung auch die Größen der Schilder sowie die Baken.

### Schilder im Mittelstreifen

Autobahnausfahrt-Ankündigungsschild: 1000 Meter. Beispiel aus der Zeit zwischen 1948 und 1958.
Hauptschild, 50 Meter vor der Ausfahrt (1953)
Stationsschild unmittelbar vor einer Ausfahrt
Ferndistanzschild. Diese Grafik wurde nach einem Foto von 1956 gefertigt. Damals gehörten Tafeln mit Hinweisen auf verlorene Ostgebiete noch zur westdeutschen Wiedervereinigungspolitik.

### Schilder am rechten Fahrbahnrand

Beispiel für einen Autobahnausfahrt-Vorwegweiser aus dem Jahr 1953.
Weiteres Beispiel für einen Autobahnausfahrt-Vorwegweiser zwischen 1948 und 1958.
Großer Autobahn-Vorwegweiser
Entfernungstafel, die nach 1945 für die amerikanischen Besatzungstruppen entstand
Autohof-Ankündigungstafel (1947)
Entfernungsbake an Autobahnen: 600 Meter zur Ausfahrt
Entfernungsbake an Autobahnen: 400 Meter zur Ausfahrt
Entfernungsbake an Autobahnen: 200 Meter zur Ausfahrt
Pfeilschild: Ausfahrt von Bundesautobahnen
Pfeilschild: Richtungspfeilschild unmittelbar an der Autobahneinfahrt, 1955
Autobahnausfahrt-Ankündigungstafel unmittelbar am Autobahnende
Ankündigungstafel: Ausfahrt zu einer Autobahnraststätte

### Tafeln im Tankstellenbereich

Hinweisschilder zu den Zapfsäulen, um 1955